# ジョークRFC
ジョークRFC（英: Joke RFC）は、主に4月1日に発行されたユーモラスなRFC群のことである。エイプリルフールRFC（英: April Fools' Day RFC）、あるいは4月1日のRFC（英: April 1 RFC）とも呼ばれる。
一般的にRFC（英: Request for Comments）は、IETF（英: Internet Engineering Task Force）が発行する、インターネットで使われる通信プロトコル標準やファイルフォーマット仕様などの技術仕様や、実験的な実装、情報提供などを行うことを目的として公開する技術文書である
。
その中で1989年以来は、ほぼ毎年のエイプリルフールにユーモラスなRFCを発行している。
また、特に初期のRFCについては、エイプリルフール以外の日付にも同様にユーモラスなRFCを発行している事例がある。

## ジョークRFC一覧
以下に、ジョークRFCの一覧を示す。また、RFCと関連の深いInternet Draft、およびInternet Experiment Note（略称:  IEN）の4月1日に発行されたユーモラスな文書についてもあわせて述べる。

### 1973年
- RFC 439 "PARRY Encounters the DOCTOR" (1973年1月21日)

統合失調症のシミュレータであるPARRYと精神科医のチャットボットであるELIZA（別名「ドクター」）の会話の記録。
- RFC 527 "ARPAWOCKY" (1973年6月22日)

ルイス・キャロルの『鏡の国のアリス』に出てくるジャバウォックの詩のパロディ。

### 1978年
- RFC 748 "TELNET RANDOMLY-LOSE option" (1978年4月1日)

TCP/IP文書スタイルのパロディで、新しいTELNETオプションを定義している。初めてエイプリルフールに発行されたジョークRFCにあたる。長い間、RFC インデックスでは「発行日を注記（英: note date of issue）」という特別なマークが付けられていた。

### 1980年
- IEN 137 "On Holy Wars and a Plea for Peace"（1980年4月1日）

これはジョークRFCではなくジョークIENというべきものだが、ジョナサン・スウィフトの著作『ガリヴァー旅行記』に出てくるエンディアンという用語をバイトオーダーに適用した初めての文書になる。

### 1985年
- RFC 968 "Twas the Night Before Start-up" (1985年12月)

新しいネットワークを運用する際に発生する問題と、使用されるデバッグ手法について論じた詩。「クリスマスのまえのばん」のパロディ。

### 1989年
- RFC 1097 "TELNET SUBLIMINAL-MESSAGE option" (19894月1日)
- RFC 1121 "Act one - the poems" (1989年9月)

ARPANETの20周年記念シンポジウムにおける詩。

### 1990年
- RFC 1149 "A Standard for the Transmission of IP Datagrams on Avian Carriers" (1990年4月1日)

伝書鳩などの鳥類によってIPパケットを伝送するプロトコル。1999年にRFC 2549によって更新された。2001年にノルウェーのBLUG（Bergen Linux User Group）によって実装された。2011年にRFC 6214によってIPv6対応がされた。

### 1991年
- RFC 1216 "Gigabit Network Economics and Paradigm Shifts" (1991年4月1日)
- RFC 1217 "Memo from the Consortium for Slow Commotion Research (CSCR)" (1991年4月1日)

### 1992年
- RFC 1300 "Remembrances of Things Past" (1992年2月)
- RFC 1313 "Today's Programming for KRFC AM 1313 Internet Talk Radio" (1992年4月1日)

### 1993年
- RFC 1437 "The Extension of MIME Content-Types to a New Medium" (1993年4月1日)
- RFC 1438 "Internet Engineering Task Force Statements Of Boredom (SOBs)" (1993年4月1日)

### 1994年
- RFC 1605 "SONET to Sonnet Translation" (1994年4月1日)

ソネット（十四行詩）を使ってSONET（英: Synchronous Optical Network）を効率化するアイデア。この RFC は ウィリアム・シェイクスピア 作とされる。
- RFC 1606 "A Historical Perspective On The Usage Of IP Version 9" (1994年4月1日)
- RFC 1607 "A VIEW FROM THE 21ST CENTURY" (1994年4月1日)

2023年から逆タイムカプセルで送られてきたメール群。

### 1995年
- RFC 1776 "The Address is the Message" (1995年4月1日)
- RFC 1882 "The 12-Days of Technology Before Christmas" (1995年12月)

「クリスマスの12日間」のパロディ。

### 1996年
- RFC 1924 "A Compact Representation of IPv6 Addresses" (1996年4月1日)
- RFC 1925 "The Twelve Networking Truths" (1996年4月1日)
- RFC 1926 "An Experimental Encapsulation of IP Datagrams on Top of ATM" (1996年4月1日)

モールス符号を使ってIP通信を行うプロトコル。
- RFC 1927 "Suggested Additional MIME Types for Associating Documents" (1996年4月1日)

### 1997年
- RFC 2100 "The Naming of Hosts" (1997年4月1日)

"The Naming of Cats"(英語)のパロディ。

### 1998年
- RFC 2321 "RITA -- The Reliable Internetwork Troubleshooting Agent" (1998年4月1日)

RITA というインターネット・トラブルシュート・エージェントの紹介。
- RFC 2322 "Management of IP numbers by peg-dhcp" (1998年4月1日)

洗濯ばさみを活用した、手動DHCPサーバの実装について。この RFC はただのジョークではなく、説明されているプロトコルは、ヨーロッパのハッカーイベントで定期的に実装されてきた。
- RFC 2323 "IETF Identification and Security Guidelines" (1998年4月1日)
- RFC 2324 "Hyper Text Coffee Pot Control Protocol (HTCPCP/1.0)" (1998年4月1日)

HTTPを拡張してコーヒーポットを制御するプロトコル。2014年にRFC 7168で更新された。
- RFC 2325 "Definitions of Managed Objects for Drip-Type Heated Beverage Hardware Devices using SMIv2" (1998年4月1日)
- RFC 2410 "The NULL Encryption Algorithm and Its Use With IPsec" (1998年11月)

この RFC は標準化過程の文書だが、NULL暗号化についてユーモラスな説明がされている。

### 1999年
- RFC 2549 "IP over Avian Carriers with Quality of Service" (1999年4月1日)

RFC 1149 の更新。QoSの定義を追加。
- RFC 2550 "Y10K and Beyond" (1999年4月1日)

2000年問題（Y2K問題）の類似の問題である西暦10000年になると発生する年表記についての問題と、その解決策の提案。
- RFC 2551 "The Roman Standards Process -- Revision III" (1999年4月1日)

標準化プロセスを定義したRFC 2026 "The Internet Standards Process -- Revision 3" のパロディ。

### 2000年
- RFC 2795 "The Infinite Monkey Protocol Suite (IMPS)" (2000年4月1日)

無限の猿定理の実用のためのプロトコル。

### 2001年
- RFC 3091 "Pi Digit Generation Protocol" (2001年4月1日)
- RFC 3092 "Etymology of 'Foo'" (2001年4月1日)

メタ構文変数の Foo の語源について。
- RFC 3093 "Firewall Enhancement Protocol (FEP)" (2001年4月1日)

### 2002年
- RFC 3251 "Electricity over IP" (2002年4月1日)

2000年 - 2001年のカリフォルニア電力危機と「Everything over IP and IP over Everything」 のパロディ。
- RFC 3252 "Binary Lexical Octet Ad-hoc Transport" (2002年4月1日)

### 2003年
- RFC 3514 "The Security Flag in the IPv4 Header" (2003年4月1日)

IPv4パケットヘッダーのオプションとして 'evil bit' の追加を提案。

### 2004年
- RFC 3751 "Omniscience Protocol Requirements" (2004年4月1日)

### 2005年
- RFC 4041 "Requirements for Morality Sections in Routing Area Drafts" (2005年4月1日)
- RFC 4042 "UTF-9 and UTF-18 Efficient Transformation Formats of Unicode" (2005年4月1日)
- M. Schulze (2005年4月1日). “IP over Burrito Carriers”.   IETF. 2024年11月21日閲覧。

ブリートを使ってIP通信を行うプロトコルのインターネットドラフト。

### 2006年
- ジョークRFCは発行されなかった。
- その代わりにIETFのメーリングリストで、IABのメンバーにセサミストリートのバートを任命すると発表があった[5]。

### 2007年
- RFC 4824 "The Transmission of IP Datagrams over the Semaphore Flag Signaling System (SFSS)" (2007年4月1日)

手旗信号でIP通信を行うプロトコル。

### 2008年
- RFC 5241 "Naming Rights in IETF Protocols" (2008年4月1日)
- RFC 5242 "A Generalized Unified Character Code: Western European and CJK Sections" (2008年4月1日)

### 2009年
- RFC 5513 "IANA Considerations for Three Letter Acronyms" (2009年4月1日)
- RFC 5514 "IPv6 over Social Networks" (2009年4月1日)

SNS 上で、IPv6 の伝送を行うプロトコル。本 RFC の執筆過程で著者がFacebookに実装した。

### 2010年
- RFC 5841 "TCP Option to Denote Packet Mood" (2010年4月1日)

### 2011年
- RFC 6214 "Adaptation of RFC 1149 for IPv6" (2011年4月1日)

RFC 1149 の IPv6 対応。
- RFC 6217 "Regional Broadcast Using an Atmospheric Link Layer" (2011年4月1日)

航空機のスモークでIPのブロードキャスト伝送をするプロトコル。

### 2012年
- RFC 6592 "The Null Packet" (2012年4月1日)
- RFC 6593 "Service Undiscovery Using Hide-and-Go-Seek for the Domain Pseudonym System (DPS)" (2012年4月1日)

### 2013年
- RFC 6919 "Further Key Words for Use in RFCs to Indicate Requirement Levels" (2013年4月1日)
- RFC 6921 "Design Considerations for Faster-Than-Light (FTL) Communication" (2013年4月1日)

超光速通信についての考慮事項。

### 2014年
- RFC 7168 "The Hyper Text Coffee Pot Control Protocol for Tea Efflux Appliances (HTCPCP-TEA)" (2014年4月1日)

RFC 2324 の HTCPCP を更新して、お茶も淹れることも可能なように拡張したプロトコル。
- RFC 7169 "The NSA (No Secrecy Afforded) Certificate Extension" (2014年4月1日)

### 2015年
- RFC 7511 "Scenic Routing for IPv6" (2015年4月1日)
- RFC 7514 "Really Explicit Congestion Notification (RECN)" (2015年4月1日)

### 2016年
- ジョークRFCは発行されなかった[6]。

### 2017年
- RFC 8135 "Complex Addressing in IPv6" (2017年4月1日)
- RFC 8136 "Additional Transition Functionality for IPv6" (2017年4月1日)
- RFC 8140 "The Arte of ASCII: Or, An True and Accurate Representation of an Menagerie of Thynges Fabulous and Wonderful in Ye Forme of Character" (2017年4月1日)

### 2018年
- RFC 8367 "Wrongful Termination of Internet Protocol (IP) Packets" (2018年4月1日)
- RFC 8369 "Internationalizing IPv6 Using 128-Bit Unicode" (2018年4月1日)

### 2019年
- RFC 8565 "Hypertext Jeopardy Protocol (HTJP/1.0)" (2019年4月1日)
- RFC 8567 "Customer Management DNS Resource Records" (2019年4月1日)

### 2020年
- RFC 8771 "The Internationalized Deliberately Unreadable Network NOtation (I-DUNNO)" (2020年4月1日)
- RFC 8774 "The Quantum Bug" (2020年4月1日)

### 2021年
- RFC 8962 "Establishing the Protocol Police" (2021年4月1日)

### 2022年
- RFC 9225 "Software Defects Considered Harmful" (2022年4月1日)
- RFC 9226 "Bioctal: Hexadecimal 2.0" (2022年4月1日)

十六進法の新しい表記方法の提案。二進数や八進数との変換の際に、認知心理学的負荷を軽減できるとしている。

### 2023年
- RFC 9401 "The Addition of the Death (DTH) Flag to TCP" (2023年4月1日)

ライトノベルなどでは慣例となっている死亡フラグをTCPのオプションに追加する提案。
- RFC 9402 "Concat Notation" (2023年4月1日)

ネコと段ボール（や毛糸玉）間のやり取りを適切に記述するための記法。
- RFC 9405 "AI Sarcasm Detection: Insult Your AI without Offending It" (2023年4月1日)

著者の一人はChatGPTとなっている。

### 2024年
- RFC 9564 "Faster Than Light Speed Protocol (FLIP)" (2024年4月1日)

### 2025年
- RFC 9759 "Unified Time Scaling for Temporal Coordination Frameworks" (2025年4月1日)

## ジョーク RFC の提出方法
RFC 編集者（英: RFC Edtor）は、一般の人々から適切にフォーマットされたジョークRFC（記述は April 1 RFC となっている）の提出を受け付け、4月1日の2週間前までに受け取った場合、その年の公開を検討するとしている。
ジョークRFCを公開するこの習慣は、RFC作成者向けの指示メモで具体的に認識されており、冗談めいた注意書きとして「過去数年間、RFC 編集者は4月1日の日付で真面目な文書を公開することもあった。テキストを読んで風刺と見分けられない読者は、マーケティングの分野で活躍できるかもしれない。」と書かれている。